# Amalia Katharina von Waldeck-Eisenberg

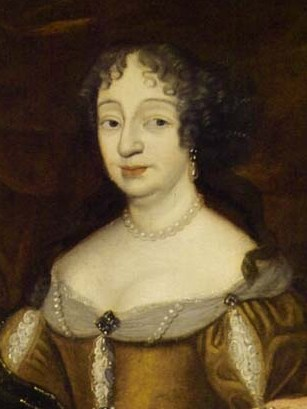

Amalia Katharina von Waldeck-Eisenberg, durch Heirat  Gräfin von Erbach-Erbach (* 8. August 1640 in Culemborg; † 4. Januar 1697 ebenda) war eine Liederdichterin des Pietismus.

## Leben
Geboren als Tochter des Grafen Philipp Dietrich von Waldeck-Eisenberg und dessen Ehefrau Maria Magdalena von Nassau-Siegen, hatte sie mit sieben Jahren schon beide Eltern verloren und verbrachte ihre Jugend im freiweltlichen Damenstift Schaaken.
Weihnachten 1664 heiratete sie in Arolsen den Grafen Georg Ludwig I. von Erbach-Erbach. Von ihren 15 Kindern überlebten nur wenige die ersten Lebensjahre:
- Philipp Ludwig (1669–1720), regierender Graf von Erbach-Erbach ab 1693
- Karl Albert Ludwig (1670–1704)
- Friedrich Karl (1680–1731). In ihm lebte die musikalische Begabung der Mutter am ehesten fort. Er komponierte für Tasteninstrumente und pflegte freundschaftlichen Kontakt mit Georg Philipp Telemann in dessen Frankfurter Zeit.
- Sophia Albertine (1683–1742) ⚭ 1704 Herzog Ernst Friedrich I. von Sachsen-Hildburghausen (1681–1724)

1693 starb Georg Ludwig I. Die verwitwete Gräfin zog sich daraufhin an ihren Geburtsort Culemborg zurück.

## Werke
1692 veröffentlichte sie in Hildburghausen eine vom Pietismus geprägte Sammlung von 76 geistlichen Liedern mit dem Titel „Andächtige Sing-Lust“. Dabei ist aufgrund des damaligen Sprachgebrauchs nicht ganz sicher, ob auch die einfachen, mit Generalbass ausgesetzten Melodien oder nur die Texte von ihr stammen.